# XXX Universiade
La XXX Universiade estiva si è svolta a Napoli e in altre quindici città della Campania, in Italia, dal 3 al 14 luglio 2019. Il capoluogo campano è stato scelto come città ospitante il 5 marzo 2016, in seguito alla rinuncia di Brasilia. È stata l'ultima edizione con la denominazione di «Universiade», prima del cambio di nome in «Giochi mondiali universitari estivi» a partire da quella del 2023.

## Assegnazione
Il 14 giugno 2012 il ministro dello sport del Brasile Aldo Rebelo e il presidente della Confederação Brasileira do Desporto Universitário Luciano Cabral annunciarono che avrebbero candidato Brasilia per ospitare la XXX Universiade, dopo l'esclusione della capitale brasiliana per l'edizione 2017 (assegnata a Taipei).
L'11 dicembre 2012 il ministro per lo sport e per la gioventù dell'Azerbaigian Azad Rəhimov annunciò l'intenzione di voler candidare Baku per l'Universiade 2019. Pochi giorni prima la capitale azera era già stata scelta per ospitare la prima edizione dei Giochi europei.
Il 31 gennaio 2013 il vicepresidente del comitato olimpico ungherese Miklós Tóth dichiarò che l'Ungheria aveva intenzione d'ospitare l'edizione del 2019 dell'Universiade o quella successiva. La candidatura di Budapest fu ufficializzata il 19 febbraio seguente.
Il 3 aprile 2013 la FISU ufficializzò le tre città candidate:
- Brasilia
- Baku
- Budapest

Tuttavia, in seguito rinunciarono alla candidatura sia Baku (il 31 ottobre 2013, poiché nel periodo compreso tra il 2015 e il 2017 avrebbe dovuto ospitare numerosi eventi sportivi) sia Budapest (l'8 novembre seguente, a causa degli elevati costi della manifestazione); il 9 novembre 2013, dunque, la FISU assegnò la XXX Universiade a Brasilia e alla nazione.
Il 23 novembre 2014, a causa di alcuni problemi finanziari, anche la capitale brasiliana rinunciò all'organizzazione dell'evento, il che costrinse la federazione universitaria a cercare una nuova sede.
Nel gennaio 2016 l'unica città candidata ad ospitare l'evento sportivo era Napoli. Per questo motivo, nel febbraio seguente gl'ispettori della FISU visitarono la città partenopea per tre giorni con lo scopo di verificarne la qualità degl'impianti sportivi, l'efficienza delle infrastrutture e della rete di trasporto pubblico e i vari progetti proposti. Il 5 marzo 2016, a seguito dell'ispezione, la FISU (riunitasi a Bruxelles) assegnò ufficialmente l'organizzazione dell'evento a Napoli e alla regione Campania.

## Sviluppo e preparazione
Lo sviluppo e la preparazione delle Universiadi hanno visto l'impiego di circa 270 milioni di fondi pubblici, stanziati interamente dall'Europa ed elargiti tramite la regione Campania: l'importo è stato messo in campo per la riqualificazione degl'impianti sportivi già esistenti sul suolo regionale, senza la realizzazione di nuovi. Al lavoro di preparazione hanno preso parte migliaia di volontari, tra cui quelli del servizio civile universale.

## Impianti
Gli atleti sono stati alloggiati a bordo di due navi da crociera affittate per l'occasione, ossia la MSC Lirica e la Costa Victoria, ancorate stabilmente al molo Angioino della stazione marittima di Napoli per tutta la durata dell'Universiade.
Per la XXX Universiade, sono stati utilizzati i seguenti impianti sportivi.
| Impianto                             | Comune           | Sport                                                        | Capienza | Immagine |
| ------------------------------------ | ---------------- | ------------------------------------------------------------ | -------- | -------- |
| Circolo del Remo e della Vela Italia | Napoli           | Vela                                                         | -        | -        |
| Circolo del Tennis di Napoli         | Napoli           | Tennis                                                       | -        |          |
| CUS Salerno (Pala Unisa)             | Baronissi        | Scherma                                                      | -        | -        |
| Mostra d'Oltremare (padiglione 3)    | Napoli           | Tiro a segno                                                 | -        |          |
| Mostra d'Oltremare (padiglione 6)    | Napoli           | Judo                                                         | -        |          |
| Mostra d'Oltremare (piscina)         | Napoli           | Tuffi                                                        | -        |          |
| PalaBarbuto                          | Napoli           | Pallacanestro                                                | 4.000    |          |
| PalaCercola                          | Cercola          | Pallacanestro                                                | -        | -        |
| PalaCoscioni                         | Nocera Inferiore | Pallavolo                                                    | 1.500    |          |
| PalaDelMauro                         | Avellino         | Pallacanestro                                                | 5.195    |          |
| PalaJacazzi                          | Aversa           | Pallacanestro                                                | 2.000    |          |
| PalaSele                             | Eboli            | Pallavolo                                                    | 8.000    | -        |
| PalaTedeschi                         | Benevento        | Pallavolo                                                    | -        | -        |
| PalaTrincone                         | Pozzuoli         | Tennistavolo                                                 | -        | -        |
| PalaVesuvio                          | Napoli           | Ginnastica artistica Ginnastica ritmica                      | 3.711    | -        |
| Palazzetto dello Sport               | Ariano Irpino    | Pallavolo                                                    | 2.000    |          |
| Palazzetto dello Sport               | Casoria          | Taekwondo                                                    | -        | -        |
| Palazzo Reale                        | Caserta          | Tiro con l'arco                                              | -        |          |
| Piscina Comunale                     | Casoria          | Pallanuoto                                                   | -        | -        |
| Piscina Felice Scandone              | Napoli           | Nuoto Pallanuoto                                             | 4.500    |          |
| Stadio Alberto Pinto                 | Caserta          | Calcio                                                       | 6.817    |          |
| Stadio Arechi                        | Salerno          | Calcio                                                       | 37.180   |          |
| Stadio Ciro Vigorito                 | Benevento        | Calcio                                                       | 16.867   |          |
| Stadio Piccolo                       | Cercola          | Calcio                                                       | -        | -        |
| Stadio ex NATO                       | Napoli           | Rugby                                                        | -        |          |
| Stadio del Nuoto                     | Caserta          | Pallanuoto                                                   | -        | -        |
| Stadio Marcello Torre                | Pagani           | Calcio                                                       | 5.093    |          |
| Stadio Partenio-Adriano Lombardi     | Avellino         | Tiro con l'arco                                              | 12.215   |          |
| Stadio San Francesco d'Assisi        | Nocera Inferiore | Calcio                                                       | 15.000   |          |
| Stadio San Mauro                     | Casoria          | Calcio                                                       | 1.308    | -        |
| Stadio San Paolo                     | Napoli           | Cerimonia di apertura Cerimonia di chiusura Atletica leggera | 54.726   |          |
| Stadio Simonetta Lamberti            | Cava de' Tirreni | Calcio                                                       | 7.800    |          |
| Tiro a Volo Zaino                    | Durazzano        | Tiro a volo                                                  | -        | -        |

## Mascotte
La mascotte delle Universiadi di Napoli 2019 era la sirena Partenope, simbolo della città e della sua fondazione mitologica; infatti, secondo il mito, la fondazione di Napoli è legata a Partenope, una sirena che morì sulle coste della città dopo aver invano tentato di fermare Ulisse nel suo viaggio verso Itaca.
La mascotte è stata ideata da Melania Acanfora (giovane studentessa dell'Accademia di belle arti di Napoli) e raffigura una ginnasta con la coda di pesce, che si trasforma in due gambe squamate, permettendole di compiere gli sport come una vera atleta.

## Francobollo
Per celebrare l'evento, il ministero dello Sviluppo economico ha emesso un francobollo ordinario appartenente alla serie tematica Lo Sport. Il francobollo, disegnato dal bozzettista Gaetano Ieluzzo, riproduce il logo dei Giochi Universitari ed è stampato dall'Istituto Poligrafico e Zecca dello Stato in 400.000 esemplari dal valore di 3,90 euro.

## Le Universiadi

### Paesi partecipanti
- Albania
- Algeria
- Arabia Saudita
- Argentina
- Armenia
- Australia
- Austria
- Azerbaigian
- Bangladesh
- Belgio
- Bermuda
- Bielorussia
- Botswana
- Brasile
- Bulgaria
- Burkina Faso
- Burundi
- Camerun
- Canada
- Capo Verde
- Cile
- Cina
- Cipro
- Comore
- Corea del Nord
- Corea del Sud
- Costa d'Avorio
- Costa Rica
- Croazia
- Danimarca
- Egitto
- Emirati Arabi Uniti
- Estonia
- eSwatini
- Etiopia
- Filippine
- Finlandia
- Francia
- Georgia
- Germania
- Ghana
- Giappone
- Giordania
- Guinea
- Honduras
- Hong Kong
- India
- Indonesia
- Iran
- Irlanda
- Isole Vergini
- Israele
- Italia (ospitante)
- Kazakistan
- Kenya
- Kirghizistan
- Kosovo
- Lettonia
- Libano
- Libia
- Liechtenstein
- Lituania
- Lussemburgo
- Macao
- Macedonia del Nord
- Madagascar
- Malawi
- Malaysia
- Marocco
- Messico
- Moldavia
- Mongolia
- Montenegro
- Mozambico
- Nepal
- Niger
- Norvegia
- Nuova Zelanda
- Oman
- Paesi Bassi
- Palestina
- Paraguay
- Polonia
- Portogallo
- Principato di Monaco
- Regno Unito
- Repubblica Ceca
- Repubblica Centrafricana
- Repubblica Democratica del Congo
- Romania
- Russia
- San Marino
- Senegal
- Sierra Leone
- Singapore
- Slovacchia
- Slovenia
- Somalia
- Spagna
- Sri Lanka
- Stati Uniti
- Sudafrica
- Svezia
- Svizzera
- Taipei Cinese
- Thailandia
- Trinidad e Tobago
- Turchia
- Turkmenistan
- Ucraina
- Uganda
- Ungheria
- Uruguay
- Uzbekistan
- Vietnam
- Zambia

### Cerimonia di apertura

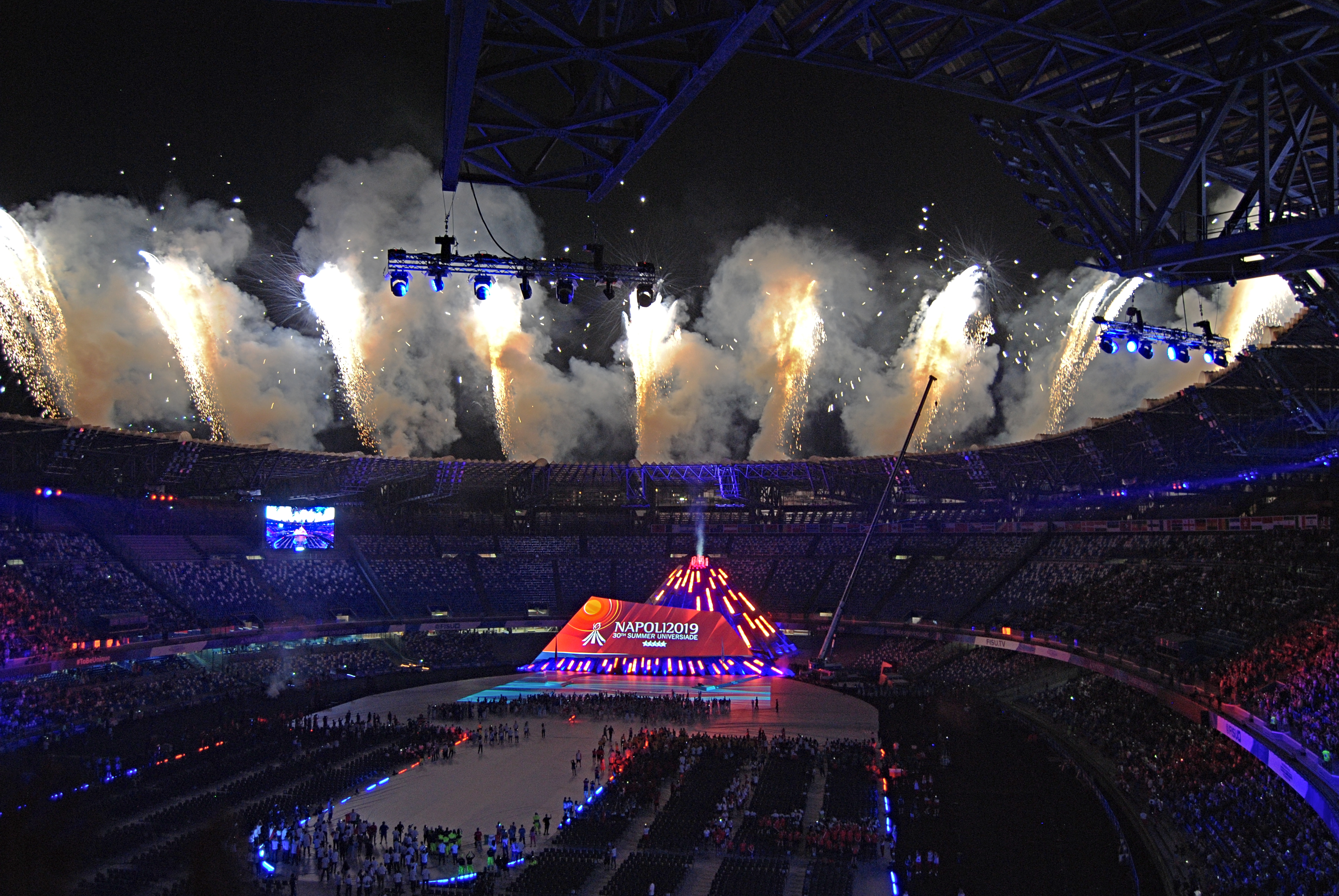
La cerimonia di apertura del 3 luglio 2019 allo stadio San Paolo

La cerimonia di apertura si è svolta alle ore 21:00 (UTC+1) del 3 luglio 2019, presso lo stadio San Paolo, alla presenza del Presidente della Repubblica Italiana Sergio Mattarella. La direzione creativa è stata affidata alla Balich Worldwide Shows di Marco Balich, il cui team creativo ha realizzato venti Cerimonie Olimpiche, da Torino 2006 a Rio 2016, oltre alla realizzazione dell'Albero della Vita dell'Expo di Milano 2015. Lo spettacolo ha visto esibizioni di Andrea Bocelli, Malika Ayane, Anastasio e Livio Cori. Ultima tedofora è stata Carlotta Ferlito, che ha collaborato con Lorenzo Insigne all'accensione della fiamma olimpica.

### Cerimonia di chiusura
La cerimonia di chiusura si è svolta alle ore 21:00 (UTC+1) del 14 luglio 2019 presso lo stadio San Paolo, alla presenza del Presidente del Consiglio italiano Giuseppe Conte. Come avvenuto per la cerimonia di apertura, la direzione creativa è stata affidata alla Balich Worldwide Shows. Durante lo spettacolo, presentato dai The Jackal, si sono esibiti Clementino, Mahmood, Livio Cori e Dj Sonic. Prima della cerimonia, è stato ricordato, attraverso un breve discorso della moglie, il velocista italiano Pietro Mennea: quest'ultimo, in occasione delle Universiadi del 1979, stabilì il record mondiale dei 200 metri piani.

### Discipline

#### Obbligatorie
Le discipline obbligatorie (quindici sport) sono determinate dalla FISU e, se non modificate dall'Assemblea Generale della stessa, sono valide per tutte le universiadi estive.
- Atletica leggera (50) (dettagli)
- Calcio (2) (dettagli)
- Ginnastica (14) (dettagli):
  -  Ginnastica artistica (14)
  -  Ginnastica ritmica (8)
- Judo (18) (dettagli)
- Nuoto (42) (dettagli)
- Pallacanestro (2) (dettagli)
- Pallanuoto (2) (dettagli)
- Pallavolo (2) (dettagli)
- Scherma (12) (dettagli)
- Taekwondo (23) (dettagli)
- Tennis (7) (dettagli)
- Tennistavolo (7) (dettagli)
- Tiro con l'arco (10) (dettagli)
- Tuffi (15) (dettagli)

#### Facoltative

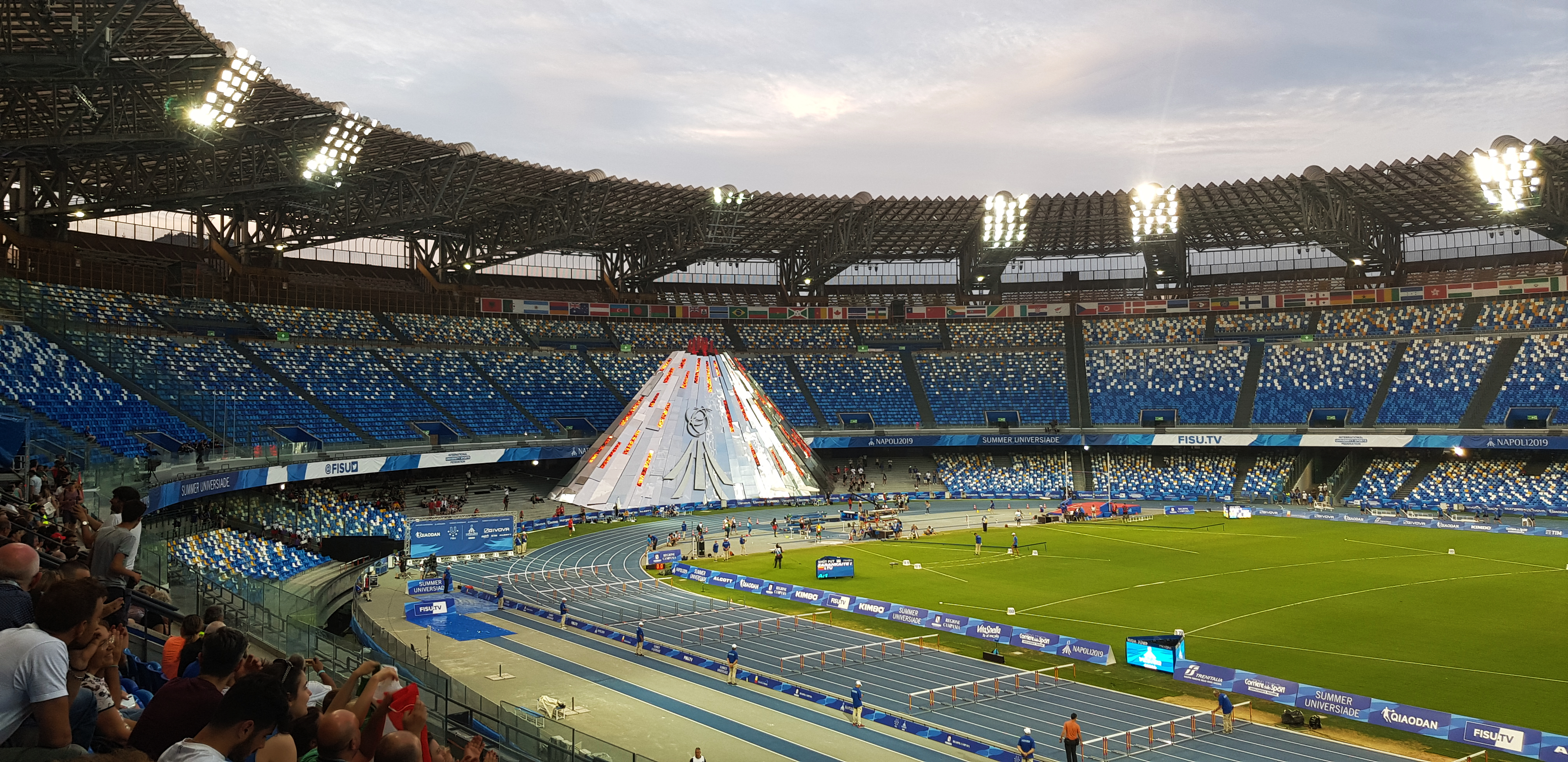
Il braciere Olimpico della XXX Universiade

Le discipline facoltative sono stabilite dalla National Sports Federation (NUSF) del Paese organizzatore e devono essere di almeno tre sport. Queste sono le discipline facoltative scelte:
- Rugby a 7 (2) (dettagli)
- Tiro (15) (dettagli)
- Vela (1) (dettagli)

## Calendario
Le gare si sono tenute dal 2 (nonostante la cerimonia di apertura fosse prevista per il giorno successivo) al 14 luglio 2019. Le cerimonie di apertura e di chiusura si sono svolte presso lo stadio San Paolo. 
| ● | Cerimonia d'apertura |  | Competizioni |  | Finali | ● | Cerimonia di chiusura |

| Luglio                | Luglio                | Mar | Mer | Gio | Ven | Sab | Dom | Lun | Mar | Mer | Gio | Ven | Sab | Dom | Totale |
| Luglio                | Luglio                | 2   | 3   | 4   | 5   | 6   | 7   | 8   | 9   | 10  | 11  | 12  | 13  | 14  | Totale |
| --------------------- | --------------------- | --- | --- | --- | --- | --- | --- | --- | --- | --- | --- | --- | --- | --- | ------ |
| Cerimonia d'apertura  | Cerimonia d'apertura  |     | ●   |     |     |     |     |     |     |     |     |     |     |     |        |
| Atletica leggera      | Atletica leggera      |     |     |     |     |     |     | 2   | 6   | 9   | 8   | 11  | 14  |     | 50     |
| Calcio                | Calcio                |     |     |     |     |     |     |     |     |     |     | 1   | 1   |     | 2      |
| Ginnastica            | Ginnastica            |     |     | 1   | 1   | 2   | 10  |     |     |     |     | 2   | 6   |     | 22     |
| Judo                  | Judo                  |     |     | 4   | 4   | 4   | 2   |     |     |     |     |     |     |     | 14     |
| Nuoto                 | Nuoto                 |     |     | 4   | 5   | 5   | 7   | 4   | 7   | 8   |     |     |     |     | 40     |
| Pallacanestro         | Pallacanestro         |     |     |     |     |     |     |     |     | 1   | 1   |     |     |     | 2      |
| Pallanuoto            | Pallanuoto            |     |     |     |     |     |     |     |     |     |     |     | 1   | 1   | 2      |
| Pallavolo             | Pallavolo             |     |     |     |     |     |     |     |     |     |     | 1   | 1   |     | 2      |
| Rugby a 7             | Rugby a 7             |     |     |     |     |     | 2   |     |     |     |     |     |     |     | 2      |
| Scherma               | Scherma               |     |     | 2   | 2   | 2   | 2   | 2   | 2   |     |     |     |     |     | 12     |
| Taekwondo             | Taekwondo             |     |     |     |     |     | 2   | 3   | 3   | 3   | 3   | 3   | 2   |     | 19     |
| Tennis                | Tennis                |     |     |     |     |     |     |     |     |     |     | 4   | 3   |     | 7      |
| Tennistavolo          | Tennistavolo          |     |     |     |     |     | 2   |     | 1   | 2   | 2   |     |     |     | 7      |
| Tiro                  | Tiro                  |     |     | 1   | 3   | 2   | 1   | 3   | 5   |     |     |     |     |     | 15     |
| Tiro con l'arco       | Tiro con l'arco       |     |     |     |     |     |     |     |     |     |     | 5   | 5   |     | 10     |
| Tuffi                 | Tuffi                 |     |     | 4   | 2   | 3   | 2   | 2   |     |     |     |     |     |     | 13     |
| Vela                  | Vela                  |     |     |     |     |     |     |     |     |     |     | 1   |     |     | 1      |
| Cerimonia di chiusura | Cerimonia di chiusura |     |     |     |     |     |     |     |     |     |     |     |     | ●   |        |
| Medaglie              | Medaglie              | 0   | 0   |     |     |     |     |     |     |     |     |     |     |     |        |
| Luglio                | Luglio                | Mar | Mer | Gio | Ven | Sab | Dom | Lun | Mar | Mer | Gio | Ven | Sab | Dom | Totale |
| Luglio                | Luglio                | 2   | 3   | 4   | 5   | 6   | 7   | 8   | 9   | 10  | 11  | 12  | 13  | 14  | Totale |

## Medagliere
Nazione ospitante 
| Pos.   | Paese             | Oro | Argento | Bronzo | Totale |
| ------ | ----------------- | --- | ------- | ------ | ------ |
| 1      | Giappone          | 33  | 21      | 28     | 82     |
| 2      | Russia            | 22  | 24      | 36     | 82     |
| 3      | Cina              | 22  | 13      | 8      | 43     |
| 4      | Stati Uniti       | 21  | 17      | 15     | 53     |
| 5      | Corea del Sud     | 17  | 17      | 16     | 50     |
| 6      | Italia            | 15  | 13      | 16     | 44     |
| 7      | Taipei Cinese     | 9   | 13      | 10     | 32     |
| 8      | Messico           | 8   | 7       | 6      | 21     |
| 9      | Iran              | 7   | 3       | 7      | 17     |
| 10     | Sudafrica         | 6   | 8       | 4      | 18     |
| 11     | Ucraina           | 6   | 7       | 7      | 20     |
| 12     | Australia         | 6   | 5       | 6      | 17     |
| 13     | Brasile           | 5   | 3       | 9      | 17     |
| 14     | Turchia           | 4   | 5       | 5      | 14     |
| 15     | Polonia           | 4   | 2       | 9      | 15     |
| 16     | Francia           | 3   | 9       | 11     | 23     |
| 17     | Regno Unito       | 3   | 3       | 4      | 10     |
| 18     | Azerbaigian       | 2   | 3       | 2      | 7      |
| 19     | Uzbekistan        | 2   | 2       | 4      | 8      |
| 20     | Rep. Ceca         | 2   | 2       | 3      | 7      |
| 21     | Finlandia         | 2   | 2       | 1      | 5      |
| 22     | Moldavia          | 2   | 0       | 2      | 4      |
| 23     | Germania          | 1   | 9       | 8      | 18     |
| 24     | Kazakistan        | 1   | 5       | 1      | 7      |
| 25     | Bielorussia       | 1   | 3       | 1      | 5      |
| 26     | Austria           | 1   | 2       | 0      | 3      |
| 27     | Canada            | 1   | 1       | 4      | 6      |
| 28     | India             | 1   | 1       | 2      | 4      |
| 28     | Lituania          | 1   | 1       | 2      | 4      |
| 28     | Slovacchia        | 1   | 1       | 2      | 4      |
| 28     | Svizzera          | 1   | 1       | 2      | 4      |
| 32     | Marocco           | 1   | 1       | 1      | 3      |
| 33     | Thailandia        | 1   | 0       | 4      | 5      |
| 34     | Ungheria          | 1   | 0       | 2      | 3      |
| 35     | Armenia           | 1   | 0       | 1      | 2      |
| 35     | Cipro             | 1   | 0       | 1      | 2      |
| 35     | Corea del Nord    | 1   | 0       | 1      | 2      |
| 35     | Estonia           | 1   | 0       | 1      | 2      |
| 35     | Nuova Zelanda     | 1   | 0       | 1      | 2      |
| 40     | Algeria           | 1   | 0       | 0      | 1      |
| 40     | Bulgaria          | 1   | 0       | 0      | 1      |
| 40     | Filippine         | 1   | 0       | 0      | 1      |
| 40     | Svezia            | 1   | 0       | 0      | 1      |
| 44     | Portogallo        | 0   | 2       | 2      | 4      |
| 45     | Egitto            | 0   | 2       | 0      | 2      |
| 46     | Romania           | 0   | 1       | 3      | 4      |
| 47     | Belgio            | 0   | 1       | 2      | 3      |
| 47     | Paesi Bassi       | 0   | 1       | 2      | 3      |
| 49     | Georgia           | 0   | 1       | 1      | 2      |
| 49     | Mongolia          | 0   | 1       | 1      | 2      |
| 49     | Norvegia          | 0   | 1       | 1      | 2      |
| 49     | Uganda            | 0   | 1       | 1      | 2      |
| 53     | Argentina         | 0   | 1       | 0      | 1      |
| 53     | Burkina Faso      | 0   | 1       | 0      | 1      |
| 53     | Trinidad e Tobago | 0   | 1       | 0      | 1      |
| 56     | Hong Kong         | 0   | 0       | 2      | 2      |
| 57     | Cile              | 0   | 0       | 1      | 1      |
| 57     | Croazia           | 0   | 0       | 1      | 1      |
| 57     | Danimarca         | 0   | 0       | 1      | 1      |
| 57     | Etiopia           | 0   | 0       | 1      | 1      |
| 57     | Indonesia         | 0   | 0       | 1      | 1      |
| 57     | Irlanda           | 0   | 0       | 1      | 1      |
| 57     | Israele           | 0   | 0       | 1      | 1      |
| 57     | Lituania          | 0   | 0       | 1      | 1      |
| 57     | Malaysia          | 0   | 0       | 1      | 1      |
| 57     | Singapore         | 0   | 0       | 1      | 1      |
| 57     | Slovenia          | 0   | 0       | 1      | 1      |
| 57     | Spagna            | 0   | 0       | 1      | 1      |
| Totale | Totale            | 223 | 218     | 269    | 710    |